# 실버 스트릭
《실버 스트릭》(영어: Silver Streak)은 미국에서 제작된 아서 힐러 감독의 1976년 액션 코미디 스릴러 영화이다. 진 와일더 등이 출연하였고, 토머스 L. 밀러 등이 제작에 참여하였다.

## 출연진
- 진 와일더
- 질 클레이버그
- 리처드 프라이어
- 패트릭 맥구언
- 네드 베이티
- 클리프턴 제임스
- 레이 월스턴
- 스캣맨 크로더스
- 렌 버먼
- 스테펀 기어라시
- 리처드 킬
- 프레드 윌러드
- 헨리 베크먼
- 하비 앳킨
- 로버트 컬프
- J. A. 프레스턴

## 기타 제작진
- 미술: 앨프리드 스위니